# Elezioni presidenziali in Guinea del 1998
Le elezioni presidenziali in Guinea del 1998 si tennero il 14 dicembre.

## Risultati
| Candidati            | Partiti                                   | Voti      | %     |
| -------------------- | ----------------------------------------- | --------- | ----- |
| Lansana Conté        | Partito dell'Unità e del Progresso        | 1 455 007 | 56,12 |
| Mamadou Boye Bah     | Unione per il Progresso e il Rinnovamento | 638 563   | 24,63 |
| Alpha Condé          | Raggruppamento del Popolo Guineano        | 429 934   | 16,58 |
| Jean-Marie Doré      | Unione per il Progresso della Guinea      | 44 476    | 1,72  |
| Charles Pascal Tolno | Partito del Popolo di Guinea              | 24 771    | 0,96  |
| Totale               | Totale                                    | 2 592 751 | 100   |